# 6월 19일
6월 19일은 그레고리력으로 170번째(윤년일 경우 171번째) 날에 해당한다.

## 사건
- 1419년 - 조선이 왜의 대마도를 정벌하다.
- 1917년 - 영국이 30세 이상의 여성에게 투표권을 부여하다.
- 1923년 - 미국-영국 채무협정 체결. 미국에 대한 영국의 제1차 세계 대전 채무를 46억 달러로 확정하다.
- 1953년 - 미국에서 로젠버그 부부가 소련의 간첩 혐의로 사형이 집행되다.
- 1960년 - 드와이트 아이젠하워가 미국 대통령으로는 처음으로 내한하다.
- 1961년 - 쿠웨이트가 영국으로부터 독립하다.
- 1965년 - 우아리 부메디엔이 알제리 혁명 위원회의 의장으로 취임하다.
- 2005년 - 연천 군부대 총기 난사 사건(530GP 사건)이 일어나다.
- 2009년 - 북서 파키스탄 전쟁: 파키스탄 군대가 탈레반에 대하여 Rah-e-Nijat 군사작전을 시작하다.
- 2014년 - 스페인의 펠리페 6세가 즉위하다.

## 문화
- 1846년 - 미국 뉴저지 주에서 최초의 야구 경기가 열리다.
- 1897년 - 국내 최초로 체육 대회가 훈련원 자리(오늘날 동대문운동장)에서 열리다.
- 1907년 - UP 통신이 세워지다.
- 1978년 - 대한민국에서 혼 · 분식 장려정책이 공식적으로 폐지되다.
- 2014년 - 대한민국의 4인조 걸그룹 마마무가 데뷔하였다.

## 탄생
- 기원전 384년 - 고대 그리스의 철학자 아리스토텔레스. (~기원전 322년)
- 1390년 - 조선의 문신 최치운(崔致雲). (~1440년)
- 1556년 - 영국의 왕 제임스 1세. (~1625년)
- 1623년 - 프랑스의 수학자, 신학자 블레즈 파스칼. (~1602년)
- 1861년 - 필리핀의 독립운동가 호세 리살 (~1896년)
- 1866년 - 독일의 법학자 에른스트 폰 벨링. (~1932년)
- 1903년 - 미국의 야구 선수 루 게릭. (~1941년)
- 1909년 - 일본의 소설가 다자이 오사무. (~1948년)
- 1924년 - 영국의 외교관 에드워드 유드 (-1986년)
- 1926년 - 대한민국의 관료 이규호. (~2002년)
- 1927년 - 대한민국의 배우 하연남.
- 1929년 - 대한민국의 비전향 장기수 안영기. (~2009년)
- 1930년 - 미국의 배우 제나 롤런즈. (~2024년)
- 1939년 - 미국의 목회자 존 매카서. (~2025년)
- 1940년 - 대한민국의 전 야구 선수 장훈.
- 1945년
  - 버마의 사회운동가 아웅산 수 찌.
  - 스르프스카의 대통령 라도반 카라지치.
- 1947년
  - 인도의 소설가 살만 루시디.
  - 대한민국의 배우 윤여정.
- 1948년 - 영국의 가수 닉 드레이크. (~1974년)
- 1950년 - 이탈리아의 영화배우 다리아 니콜로디. (~2020년)
- 1951년 - 알카에다의 지도자 아이만 알자와히리. (~2022년)
- 1955년 - 대한민국의 성우 신흥철.
- 1957년 - 스웨덴의 정치가 안나 린드. (~2003년)
- 1959년 - 대한민국의 배우 최일화.
- 1960년 - 대한민국의 학원인 오성식.
- 1961년 - 대한민국의 배우 최재호.
- 1962년 - 미국의 가수 폴라 압둘.
- 1963년 - 대한민국의 배우 김일우.
- 1964년
  - 영국의 총리 보리스 존슨.
  - 대한민국의 정치인 박정현.
- 1965년 - 미국의 배우 앤드류 로어.
- 1969년
  - 대한민국의 배우, 요리사 김호진.
  - 미국의 언론인, 사회자, 작가 라라 스펜서.
- 1970년 - 대한민국의 성우 주유랑.
- 1971년 - 대한민국의 가수 신용.
- 1972년
  - 미국의 축구 선수 브라이언 맥브라이드.
  - 프랑스의 배우 장 뒤자르댕.
  - 대한민국의 언론인, 정치인 조수진.
  - 일본의 성우 나미키 노리코.
  - 미국의 배우 로빈 터니.
- 1973년
  - 대한민국의 전 야구 선수 강영수.
  - 일본의 아이돌 나카자와 유코.
- 1975년
  - 영국의 배우 휴 댄시.
  - 우즈베키스탄의 체조 선수 옥사나 추소비티나.
- 1976년 - 미국의 배우 라이언 허스트.
- 1977년 - 대한민국의 정치인 장하나.
- 1978년
  - 일본의 가수 Revo.
  - 독일의 농구 선수 덕 노비츠키.
  - 미국의 배우 조이 살다나.
- 1979년
  - 대한민국의 성우 정영웅.
  - 대한민국의 가수 겸 배우 김수근.
- 1980년 - 캐나다의 배우 로런 리 스미스.
- 1981년
  - 대한민국의 음악가 신재평.
  - 미국의 배우 리키김.
- 1982년
  - 캐나다의 전 프로게이머이자 방송인 기욤 패트리.
  - 일본의 가수 사사키 아야카.
  - 대한민국의 야구 선수 임태현.
  - 대한민국의 양궁 선수 박미경.
- 1983년
  - 대한민국의 배구 선수 윤혜숙.
  - 아일랜드의 배우 에이든 터너.
- 1984년 - 미국의 배우 폴 다노.
- 1985년
  - 스웨덴의 축구 선수 린다 포르스베리.
  - 일본의 축구 선수 마스다 지카시.
  - 대한민국의 희극인 정주리.
  - 아르헨티나의 축구 선수 호세 에르네스토 소사.
- 1986년 - 아이슬란드의 축구 선수 라그나르 시귀르드손.
- 1987년
  - 대한민국의 배우 김주영.
  - 일본의 성우 타무라 무츠미.
- 1988년
  - 대한민국의 야구 선수 김건필.
  - 대한민국의 싱어송라이터 문문.
  - 미국의 야구 선수 데빈 메소라코.
- 1989년
  - 대한민국의 농구 선수 박지훈.
  - 대한민국의 배우 인병국.
  - 미국의 가수 질리언 허비.
  - 오스트레일리아의 모델 로빈 롤리.
  - 일본의 전 축구 선수 후지타 고헤이.
- 1990년
  - 대한민국의 배우 김범수.
  - 일본의 배우 마쓰바라 나쓰미.
  - 대한민국의 전 기상캐스터 전소영.
- 1991년
  - 크로아티아의 축구 선수 안드레이 크라마리치.
  - 덴마크의 축구 선수 카트리네 베예.
- 1992년
  - 대한민국의 만화가 232.
  - 도미니카공화국의 야구 선수 오스카르 타베라스. (~2014년)
- 1993년
  - 대한민국의 야구 선수 서예일.
  - 대한민국의 방송인 김유현.
- 1994년 - 대한민국의 가수 서사랑.
- 1995년
  - 대한민국의 가수 박아론 (W24).
  - 대한민국의 야구 선수 유희운. (KT 위즈)
  - 대한민국의 전직 리그 오브 레전드 프로게이머 데이드림.
  - 대한민국의 유튜브 슈기.
- 1996년
  - 대한민국의 가수 임도화 (AOA).
  - 대한민국의 야구 선수 박주현.
- 1997년
  - 대한민국의 가수 최윤선 (소나무).
  - 대한민국의 가수 이지호.
- 1998년
  - 일본의 패션 모델, 배우 히로세 스즈.
  - 이스라엘의 유도 선수 라즈 헤르슈코.
- 1999년 - 대한민국의 치어리더 이지원.
- 2000년 - 대한민국의 가수 이제.
- 2001년 - 요르단의 태권도 선수 자이드 카림.
- 2002년 - 대한민국의 유도 선수 이준환.
- 2004년 - 일본의 축구 선수 우치노 고타로.

## 사망
- 404년 - 동진(東晉)의 정치가, 환초(桓楚)의 건국자 환현. (369년~)
- 1606년 - 일본의 센고쿠 시대 무장 사카키바라 야스마사. (1548년~)
- 1918년 - 제1차 세계 대전 당시 이탈리아의 전투기 조종사 공군 프란세스코 바라카. (1888년~)
- 1960년 - 대한민국의 독립운동가 이종건. (1906년~)
- 1986년 - 프랑스의 배우, 희극인 콜루슈. (1944년~)
- 2011년 - 대한민국의 가수 이은미. (아이리스) (1987년~)
- 2014년 - 코트디부아르의 축구 선수 이브라힘 투레. (1985년~)
- 2016년 - 미국의 배우 안톤 옐친. (1989년~)
- 2017년 - 인도의 추기경 이반 디아스. (1936년~)
- 2020년
  - 대한민국의 소설가 조해일. (1941년~)
  - 영국의 영화배우 이언 홈. (1931년~)
- 2022년 - 대한민국의 교수 주선애. (1924년~)
- 2023년
  - 대한민국의 영화 감독 이원세. (1940년~)
  - 대한민국의 세무 공무원 이주성. (1949년~)
- 2024년 - 일본의 성우 미와 카츠에. (1943년~)
- 2025년
  - 미국의 영화배우 게일라드 사테인. (1946년~)
  - 미국의 영화배우 린 해밀턴. (1930년~)
  - 대한민국의 통일운동가 오인동. (1939년~)

## 기념일
- 세계 산책의 날(World Sauntering Day)
- 준틴스 데이: 아프리카계 미국인
- 독립기념일: 헝가리
- 노동절: 트리니다드 토바고
- 숲의 향연(Feast of Forest): 필리핀 팔라완섬
- 라구나 데이: 필리핀 라구나주
- 아르티가스 장군 탄신일& 네버어겐 데이: 우루과이

## 같이 보기
- 전날: 6월 18일 다음날: 6월 20일 - 전달: 5월 19일 다음달: 7월 19일
- 음력: 6월 19일
- 모두 보기